# みかじめ料
みかじめ料（見ヶ〆料、みかじめりょう）は、飲食店や小売店などが出店する地域の反社会的勢力に支払う場所代、用心棒代。世界各地で、様々な形で収受が行われている。

## 概要
日本では、暴力団および関係組織が繁華街の飲食店、風俗店、時には一般企業からも場所代（ショバ代）、用心棒代としてみかじめ料を徴収してきた。みかじめ料を断った場合には、関係者から嫌がらせ・暴力の実力行使等を示唆されるほか、実際に被害に遭うこともある。警察庁では、一連の恐喝行為を「伝統的資金獲得活動の一つ」として捉えている。
みかじめ料を求められた際の相談窓口として各都道府県警察、弁護士会（民事介入暴力被害者救済センター）及び暴力追放運動推進センターが存在している。
語源については「毎月3日締めで取り立てが行われていた」等、様々な説がある。

## 取り締まりの強化
1990年代以降、暴力団員による不当な行為の防止等に関する法律、暴力団排除条例など法令による規制強化により、みかじめ料を始めとした不当要求が禁止されてきたが、店側が支払いに応じざるを得ない例が後を絶たない。都道府県公安委員会は、暴力団に対し要求の中止命令を出す一方、みかじめ料を支払った側も条例に違反しているとして勧告することがある。
しかしながら効果は薄く、みかじめ料を要求した暴力団側が罰せられる例はあっても、支払った店側が罰せられる例は皆無であった。このことから2010年代後半、都道府県の中には暴力団排除条例を改正して繁華街などに暴力団排除特別強化地域を設定し、暴力団員等によるみかじめ料の要求も飲食業者などからの支払いも禁止し、違反した場合には暴力団と業者双方とも即座に罰則（多くの場合、1年以下の懲役または50万円以下の罰金）を科すことを可能とする例が増加した。
実際に京都府では2016年に条例を改正した当年度から、みかじめ料を支払った店の経営者を検挙したほか、警視庁でも東京都内における多数の検挙事例を公表している。

## 価格の目安
みかじめ料の価格の目安は、地域や対象とする業態によっても異なる。2017年に東京都中央区銀座の飲食店にみかじめ料を要求して摘発されたケースでは、一軒当たり月5万円であった。このほか観葉植物や絵画、骨董品を貸出すことなどにより、リース代金の名目として別途徴収することがある。
また、2000年代の北九州市では、建設業界もみかじめ料徴収の対象となっており、工藤會が工事費の1%-3%を上納金として、工事関係者に要求していた。

## 救済・返還
みかじめ料の矛先が一般企業に及ぶことがあり、2013年に福岡県行橋市が発注した工事では、ゼネコンが地元建設会社を介して工藤會へ地元対策費（みかじめ料）を払っていた。このケースでは、地元対策費を要求した建設会社関係者が恐喝罪で、さらに上納金を受け取った工藤會幹部が組織犯罪処罰法違反（犯罪収益等収受）で有罪判決を受けており、後日、被害回復給付金支給制度が適用され、被害額の一部が還付されている。
みかじめ料の返還をめぐる裁判では、2017年と2018年に、上部組織の暴力団組長の使用者責任を認めて連帯して、損害賠償の支払いを命じる判決が出ている。また、2021年には、みかじめ料を拒否して嫌がらせを受けたとして、暴力団のトップに損害賠償を求める訴訟も行われた。

## 海外

### イタリア
イタリアでは、シチリアのマフィアが商店などから保護料の名目で金銭（Pizzo）を徴収する。2000年代にパレルモ大学が調査した事例では、小売店で月平均457ユーロを支払っていたというデータがある。マフィアの違法収入は、シチリア島だけでも毎年10億ユーロに達すると見られている。

### メキシコ
2000年代のメキシコでは、麻薬カルテルを中心とした犯罪組織が巨大化。みかじめ料の徴収対象は、市中の商店などにとどまらず政治家にも及ぶようになった。
2018年、西部ゲレロ州で州議員候補が射殺された事件では、みかじめ料を支払わなかったことが原因と地元紙が報道した。
2024年、メキシコ中央銀行の副総裁は、ロイターの書面インタビューを通じて、みかじめ料の存在がメキシコのインフレーションの要因となっていることを指摘した。

### バングラデシュ
2020年現在、バングラデシュのコックスバザール周辺には、ミャンマー政府の迫害から逃れてきた住民の難民キャンプが34カ所に形成されている。キャンプ内には、ミャンマー政府に抵抗する武装組織アラカン・ロヒンギャ救世軍のメンバーが入り込み、キャンプ内で出店する店に対し1カ月200タカ（日本円で245円）をみかじめ料として徴収している。

### ホンジュラス
2010年代、中米のホンジュラスではマラ・サルバトルチャなどのギャング集団により治安が悪化。小売業者は収入の半分をみかじめ料として徴収される、警察も機能しないといった極端な状況に陥った。2018年には、ホンジュラスからアメリカ合衆国に向けて徒歩による移民キャラバンが発生したが、移民の動機の一つに治安の悪化が挙げられている。
2020年代に入るとギャングによるみかじめ料は「戦争税」という名目で、中小企業の経営者や自営業者からバスやタクシーの運転手にも徴収対象が拡大。2022年だけでも60人以上の運転手が殺害され、公共交通機関がマヒした。

### エルサルバドル
2010年代、エルサルバドルでは前述のホンジュラス同様、ギャング集団の活動が活発化。それぞれの組織がコロニーと呼ばれる無法地帯を形成した。コロニー内では、商売を営む住民からみかじめ料が徴収されたほか、コロニー内に入ったタクシーからも料金の半額がみかじめ料として徴収された。なお、2019年以降、エルサルバドルでは国民の自由権の一部を制限して大規模な取り締まりが行われ、コロニーは姿を消しつつある。